# 科里亚县
科里亚县（Koriya district），印度中部恰蒂斯加尔邦的一个县。南邻比拉斯布尔县，东邻苏古贾县。该县总面积5977 km², 其中59.9%为林地。该县总人口500,758, 其中66.9%为农村人口。行政中心科里亚。